# Boldizsár Andor
Boldizsár Andor, születési neve: Muntz Adolf (Karcag, 1878. március 13. – Nagyvárad, 1915. január 4.) magyar színész.

## Életpályája
Szülei Muntz Lipót és Weisz Fáni voltak. 1904-ben végzett az Országos Magyar Királyi Színművészeti Akadémián. Kecskemétről került a Modern Színpad Nagy Endre Kabaréhoz. Az első világháborúban önkéntesként vett részt, megsebesült a szerb fronton.
Parasztszerepeket alakított. Tisztán tagolt, gyönyörűen hangzó beszédével, méltóságteljes humorával nagyon jól alakította a magyar parasztembereket.

## Színházi szerepei
- A Vajda
- Náci bácsi Mezőhegyesen
- Kültelki kabaré
- Kecskeméti földrengés